# Maison de maître de la Charpenterie
Cet article concerne la maison de maître seule. Pour la tour, voir Tour de Cornillé.
 (juillet 2013).
Si vous disposez d'ouvrages ou d'articles de référence ou si vous connaissez des sites web de qualité traitant du thème abordé ici, merci de compléter l'article en donnant les références utiles à sa vérifiabilité et en les liant à la section « Notes et références ».
La maison de maître de la Charpenterie est une maison située à Cornillé-les-Caves, en France.

## Localisation
La maison est située dans le département français de Maine-et-Loire, sur la commune de Cornillé-les-Caves.

## Historique de la construction
La Charpenterie a été construite en 1820 par Florent-Auguste-Amant Lemercier-Lepré.
Florent Lemercier-Lepré appartenait à une famille de la bourgeoisie d’Angers dont la filiation suivie remonte au milieu du XVIIe siècle. Son grand-père, Jacques Lemercier-Lepré qui demeurait en la paroisse de la Trinité à Angers se vit confier les fonctions de marchand-fermier du prieuré de Cornillé dépendant de l’abbaye du Perray-Neuf et dont le siège était situé au logis de la Cour, qui existe toujours dans le village de Cornillé-Les-Caves. Lui-même vint s’installer à Cornillé pour être mieux à même d’exercer son mandat et s’établit à la Chaloisière, dont la maison principale a disparu mais dont subsistent plusieurs bâtiments dans le nord du village. 
Son fils Jean-Michel Lemercier-Lepré lui succédera à la Chaloisière où il mourut en 1806, comme sa sœur Louise qui y était morte en 1795. De son second mariage contracté avec sa nièce Jeanne Lemercier-Lepré (fille d’un cousin germain), il avait eu quatre enfants : Jeanne-Louise mariée en 1795 à René-Urbain Huault-Dupuy, Jean-Jacques, Jacques-René et Florent-Auguste-Amant.
Le fils aîné Jean-Jacques hérita de la Chaloisière où il demeura avec sa femme Perrine Audio et leurs deux filles Camille-Auguste et Céline-Joséphine. Le dernier, Florent, marié de son côté avec Elise-Henriette Maret de la Faye, fille d’un contrôleur ambulant de la Régie du Roy, éprouva le besoin de se doter d’une maison de famille. Dans le partage des biens  paternels il avait  recueilli des terres sur la paroisse de Cornillé, notamment la closerie de la Charpenterie, dont l’existence est attestée depuis le XVIIe siècle. C’est là qu’il va faire construire sa maison en faisant table rase des bâtiments préexistants.

## Architecture
Le nom de l’architecte mandaté par Florent Lemercier-Lepré pour la construction de la Charpenterie n’est pas connu. C’était peut-être un architecte parisien car le modèle utilisé est tout à fait celui des hôtels particuliers bâtis entre cour et jardin dans la capitale au cours des dernières années du XVIIIe siècle. Il était d’ailleurs assez courant que les modes architecturales se transmettent de Paris à la province avec trente ans (une génération) de retard. On trouve le même modèle à Angers  dans l’hôtel dit d’Olonne, construit vers 1740 et situé rue de Bressigny, actuellement le siège de l’École régionale des Beaux-Arts, ainsi que dans l’hôtel du Relais à Beaufort-en-Vallée, datant également du XVIIIe siècle.
C’est un modèle de maison de ville en pleine campagne. Le même modèle a été utilisé à plusieurs reprises dans des châteaux angevins, et d’abord à la Masselière toute proche et très légèrement postérieure. C’est également le cas du prieuré de Chartrené et du château de Coux à Montreuil-Bellay « construit en 1816 selon le goût du siècle passé » avec deux pavillons qui encadrent la partie centrale.
Le modèle utilisé est très pur avec un corps central en très légère saillie surmonté d’un fronton. Les façades sont rythmées par de grandes baies rigoureusement alignées dont la dimension va se rétrécissant au fur et à mesure que l’on monte pour donner une élévation majestueuse.

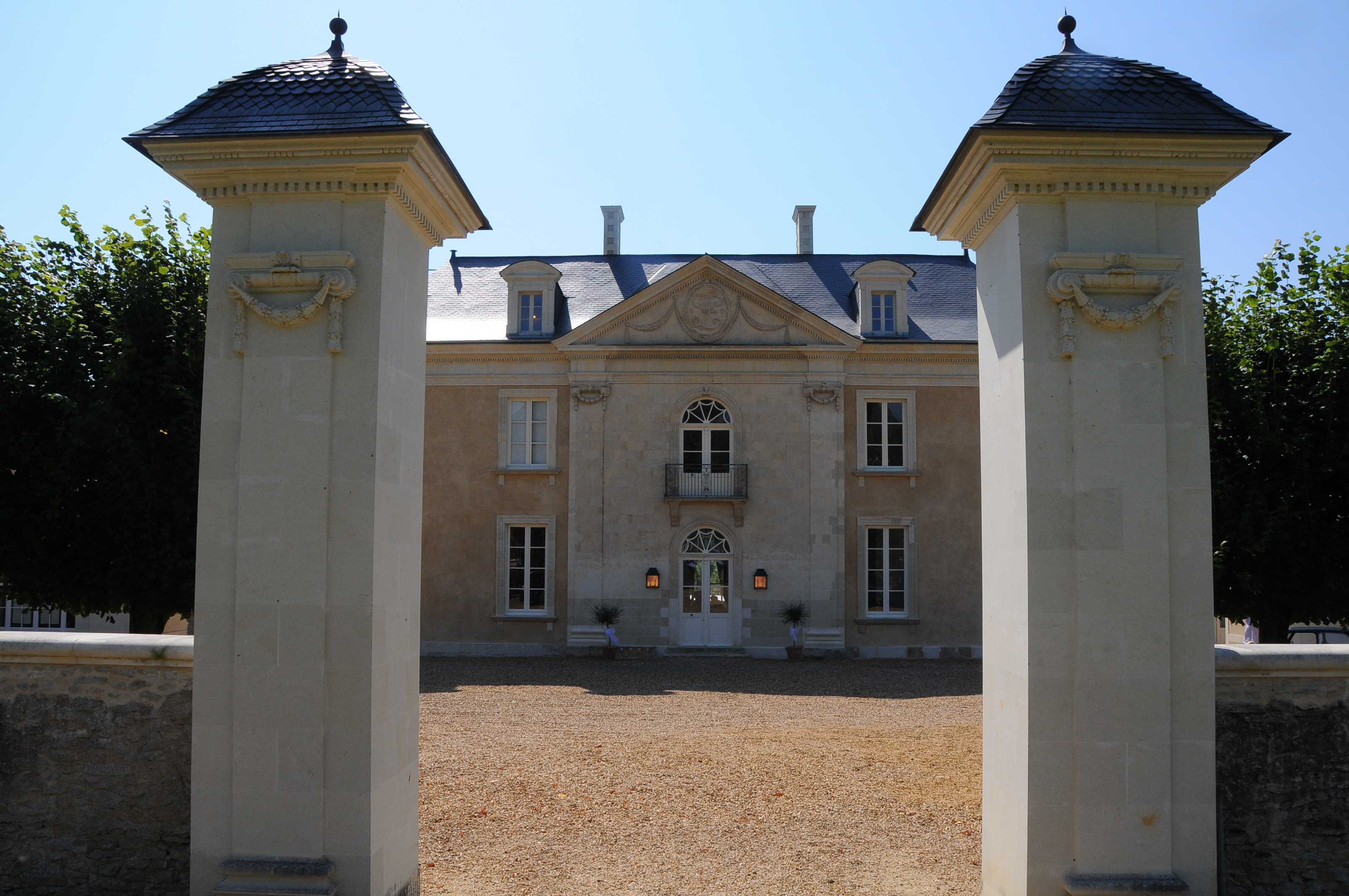
Maison de maître La Charpenterie, Façade Nord

Le bâtiment principal est flanqué de deux ailes détachées pour abriter les dépendances (garage à gauche –écurie à droite) ; il est à noter qu’habituellement les matériaux utilisés pour les dépendances sont moins nobles que ceux de la maison principale à l’effet de souligner l’importance de celle-ci, mais ici c’est un autre choix qui a prévalu : seul le corps central de la maison principale est en pierres de taille, tandis que les deux façades qui l’entourent sont crépies sur des moellons non appareillés et l’on retrouve la pierre de taille (et les frontons ) sur les façades des deux dépendances ; il semble que l’architecte ait voulu jouer sur un effet de résonance entre les trois éléments surmontés de frontons, ce qui donne à l’ensemble une allure de décor de théâtre.
La cour d’honneur se développe de façon très classique autour de trois grands portails ornés de piliers qui ouvrent sur des avenues orientées vers les points cardinaux, et deux pavillons d’angle qui s’inscrivent dans un parti de symétrie rigoureuse.
La façade sud est presque identique à celle du nord, avec une seule différence au niveau de la porte-fenêtre du premier étage dont le bandeau est droit au lieu d’être cintré, sans doute pour mieux laisser passer la lumière dans ce qui devait être la chambre du maître de maison. 
Mettant à profit la déclivité du terrain, l’architecte de la Charpenterie a aménagé une grande terrasse encadrée par les deux ailes des dépendances, dont celle de l’est abritait un salon de billard. L’aspect général est assez différent de celui de la cour d’honneur avec une mise en scène qui fait plutôt penser à une villa palladienne ; cette impression s’accentue lorsqu’on descend dans le jardin dont subsiste le bassin central, et elle se confirme lorsque l’on va jusqu’à la lisière du bois et que l’on voit la lanterne de la  Tour s’élever au-dessus de la maison exactement dans l’axe central de la construction.
De façon tout à fait classique pour la région la construction est réalisée en tuffeau et ardoise ce qui réalise, notamment par temps de pluie, un contraste frappant entre le bleu sombre de l’ardoise et la blancheur éclatante du calcaire. Pas tout à fait blanc d’ailleurs, mais légèrement doré, nuance qu’il est impossible de retrouver pour les restaurations qui se font avec du tuffeau venu d’ailleurs et qui est plus uniformément blanc. 
L’usage du tuffeau permet de facilement sculpter les façades. De très nombreuses sculptures ornent en effet les façades de la maison : Colonnes et leurs chapiteaux, frises de modillons et ornementation des frontons, guirlandes et trois couples de tourterelles et tête de femme sur le linteau de la porte-fenêtre du premier étage. Cette dernière était autrefois ornée d’un voile malheureusement tombé, qui faisait penser à une mariée. Ces éléments ont fait dire aux spécialistes du patrimoine angevin que la Charpenterie était manifestement une maison dédiée à l’Amour.

## Historique de la maison depuis sa construction
Après la disparition de son créateur, la Charpenterie est demeurée inoccupée pendant près d’un siècle. En effet Florent Lemercier-Lepré n’avait eu de son mariage qu’un fils mort à la naissance. Lorsque lui-même meurt le 3 janvier 1862, la maison passe à sa femme dont les héritiers n’éprouvent aucun intérêt pour ce bien et le mettent aussitôt en vente. L’acheteur sera le plus proche voisin, Jules Charlery De La Masselière , propriétaire de la Masselière située à quelque 400 mètres à l’est. L’intention de l’acheteur n’était pas d’agrandir son domaine mais d’éliminer un voisinage qui s’était progressivement transformé en une vive inimitié. Les relations entre les deux voisins qui avaient, semble-t-il, débuté sur un pied d’amitié s’étaient gravement détériorées au point que le propriétaire de la Masselière s’était mis dans la tête de faire disparaitre la maison du rival en la faisant démolir. Fort heureusement le devis de démolition rajouté au prix d’achat lui a paru trop élevé et il s’est contenté de condamner la Charpenterie en fermant toutes ses issues et en plantant un rideau d’arbres tout autour pour la dérober à la vue.
D’une certaine manière c’est cette décision qui a permis à cet ensemble architectural de parvenir intact jusqu’à nos jours car si la Charpenterie avait été régulièrement habitée il est probable que des transformations auraient été opérées, de génération en génération.
Au demeurant le statut de maison abandonnée n’est pas demeuré rigide, car les agriculteurs des environs ont trouvé commode d’en utiliser certaines surfaces pour répandre les noix ou faire sécher le tabac ; on avait même transformé le salon en pressoir et on voyait encore il y a peu les traces du roulage des barriques sur le carrelage de cette pièce.
Deux épisodes ont momentanément interrompu l’inoccupation de la Charpenterie. Le premier se situe en 1905 avec l’adoption de la loi de séparation de l’Église et de l’État ; les sœurs qui tenaient l’école de filles de Cornillé sont expulsées du bâtiment communal où elles exerçaient leur mission ; il faut les reloger d’urgence et M. de la Masselière leur propose de s’installer à la Charpenterie. 
Le deuxième épisode se situe en juillet 1944. Une unité allemande de soutien logistique à l’aviation occupe le village de Cornillé et réquisitionne plusieurs maisons dont celle de la Masselière. La famille Charlery de la Masselière doit l’évacuer du jour au lendemain et faute de mieux se répartit entre la maison de Beau-Repos et la Charpenterie. Ce passage forcé par la Charpenterie ne durera pas très longtemps grâce à la poussée des forces alliées qui oblige les troupes allemandes à se retirer vers Paris.
Mais ce bref épisode aura l’avantage de donner des idées de réoccupation de la Charpenterie et dix ans plus tard Pierre de la Martinière et son épouse née Henriette Charlery de la Masselière entreprennent la restauration de la Charpenterie. Compte tenu de l’état d’abandon de la maison ce sera une œuvre de longue haleine qui se terminera à la fin des années soixante. Une deuxième campagne de rénovation se déroule en 2005 sous l’égide des actuels occupants.
L'édifice est inscrit au titre des monuments historiques en 2007.